# 伊恩弗利茨-梅瑟恩
伊恩弗利茨-梅瑟恩是奥地利下奥地利州霍恩县的一个市镇。总面积55.92平方公里，总人口1422人，人口密度25.4人/平方公里（2005年）。